# Childress, Texas
Childress là một thành phố thuộc quận Childress, tiểu bang Texas, Hoa Kỳ. Năm 2010, dân số của xã này là 6105 người.

## Dân số
- Dân số năm 2000: 6778 người.
- Dân số năm 2010: 6105 người.